# Малори, Адриано
Адриа́но Мало́ри (итал. Adriano Malori; род. 28 января 1988, Парма) — итальянский профессиональный шоссейный велогонщик, выступающий за команду Lampre-ISD. Чемпион Италии в гонках с раздельным стартом.

## Карьера
Первым серьёзным успехом для Адриано Малори стала бронзовая медаль молодёжного чемпионата Европы 2007 года, который проходил в Софии. В этом же году на чемпионате мира в Штутгарте он занял пятое место в молодёжной категории. Спустя год Малори выиграл как европейское, так и мировое первенства в гонках с раздельным стартом в возрастной категории U23.
Эти успехи не остались незамеченными и в 2009 году он подписал контракт с профессиональной итальянской командой Lampre-NGC. В 2010 году Малори принял старт на Тур де Франс, где он не смог показать достойных результатов даже в гонках с раздельным стартом и в итоге стал «красным фонарём» гонки, заняв последнее место в итоговом зачёте. Зато на чемпионате Италии в разделке Малори завоевал бронзовую медаль, уступив только Марко Пинотти и Дарио Катальдо.
В 2011 году Адриано выиграл гонку с раздельным стартом на мемориале Коппи и Бартали, а также стал чемпионом Италии, опередив на семь секунд Мануэле Боаро. На своём втором в карьере Тур де Франс Малори выступил значительно лучше, чем год назад и занял итоговое 90-е место.
В 2012 году Малори впервые принял старт на Джиро. Благодаря удачном отрыву на шестом этапе, который он завершил вторым Адриано стал лидером общего зачета и на старт следующего этапа вышел в розовой майке. Однако, удержать это почетное одеяние он не смог и уже по итогам седьмого этапа уступил его канадцу Райдеру Хешедалю. В общем зачете Джиро Малори занял 68-ю позицию. В начале лета на Туре Словении в гонке с раздельным стартом Малори стал вторым, также второе место он занял и на чемпионате Италии. Осенью итальянец принял участие в чемпионате мира, где замкнул десятку сильнейших в разделке.

## Победы
2007
- — Чемпион Италии среди юниоров в ITT

2008
- — Чемпион мира среди юниоров в ITT
- — Чемпион Италии среди юниоров в ITT
- Хроно Шампенуа

2009
- Хроно Шампенуа
- Джиро дель Валле-д’Аоста — этап 1 (ITT)

2011
- — Чемпион Италии в ITT
- Неделя Коппи и Бартали — этап 4 (ITT)

2013
- Тур Баварии — этап 4 (ITT) и генеральная квалификация
- Неделя Коппи и Бартали — этап 4 (ITT)

2014
- — Чемпион Италии в ITT
- Вуэльта Испании — этап 21 (ITT)
  -  Бойцовская номинация — этап 21 (ITT)
- Тур Сан-Луиса — этап 5 (ITT)
- Тиррено — Адриатико — этап 7 (ITT)
- Рут-дю-Сюд — этап 3

2015
- — Чемпион Италии в ITT
- Тур Сан-Луиса — этап 5 (ITT)
- Тиррено — Адриатико — этап 1 (ITT)
- Круг Сарта — этап 2b (ITT)
- Тур Пуату — Шаранты — этап 4
- 2-й  Чемпионат мира — Индивидуальная гонка
- 3-й  Чемпионат мира — Командная гонка на время

## Выступления на Гран Турах
| Гранд Тур       | 2010 | 2011 | 2012 | 2013 | 2014 | 2015 |
| --------------- | ---- | ---- | ---- | ---- | ---- | ---- |
| Джиро д'Италия  | —    | —    | 68   | —    | 121  | —    |
| Тур де Франс    | 169  | 90   | —    | WD   | —    | 107  |
| Вуэльта Испании | —    | —    | —    | —    | 114  | —    |